# Vollständiger Raum
Ein vollständiger Raum ist in der Analysis ein metrischer Raum, in dem jede Cauchy-Folge von Elementen des Raums konvergiert. Zum Beispiel ist der Raum der rationalen Zahlen mit der Betragsmetrik nicht vollständig, weil etwa die Zahl {\displaystyle {\sqrt {2}}} nicht rational ist, es jedoch Cauchy-Folgen rationaler Zahlen gibt, die bei Einbettung der rationalen Zahlen in die reellen Zahlen gegen {\displaystyle {\sqrt {2}}} und somit gegen keine rationale Zahl konvergieren. Es ist aber stets möglich, die Löcher auszufüllen, also einen unvollständigen metrischen Raum zu vervollständigen. Im Fall der rationalen Zahlen erhält man dadurch den Raum der reellen Zahlen.

## Definition
Eine Folge {\displaystyle (x_{n})_{n\in \mathbb {N} }} von Elementen eines metrischen Raums {\displaystyle (M,d)} heißt Cauchy-Folge, falls gilt:
{\displaystyle \forall \varepsilon >0\quad \exists N\in \mathbb {N} \quad \forall n,m\geq N\colon \quad d(x_{n},x_{m})<\varepsilon }
Weiter konvergiert eine Folge {\displaystyle (x_{n})_{n\in \mathbb {N} }} gegen ein Element {\displaystyle x\in M}, falls gilt:
{\displaystyle \forall \varepsilon >0\quad \exists N\in \mathbb {N} \quad \forall n\geq N\colon \quad d(x_{n},x)<\varepsilon }
Ein metrischer Raum heißt vollständig, wenn in ihm jede Cauchy-Folge konvergiert.
Anmerkungen
- Zwar ist eine konvergente Folge stets eine Cauchy-Folge, aber die umgekehrte Richtung muss nicht notwendigerweise wahr sein. In einem vollständigen Raum besitzt nun eine Folge genau dann einen Grenzwert, wenn sie eine Cauchy-Folge ist; die beiden Begriffe fallen also zusammen.[1]

- Oftmals fordert man in der Definition der Vollständigkeit, dass jede Cauchy-Folge gegen ein Element „in {\displaystyle M}“ konvergiere. Der Zusatz „in {\displaystyle M}“ ist nicht unbedingt notwendig, da für Folgen in {\displaystyle M} schon gemäß der Definition der Konvergenz nur Elemente aus {\displaystyle M} als Grenzwerte in Frage kommen. Lediglich wenn mehrere metrische Räume betrachtet werden, zwischen denen es Schnittmengen gibt, werden üblicherweise Grenzwerte aus einem anderen Raum in Betracht gezogen. Ein typisches Beispiel dafür ist, dass ein Teilraum eines metrischen Raums behandelt wird.

## Beispiele
- Die Menge {\displaystyle \mathbb {Q} } der rationalen Zahlen ist mit der Betragsmetrik

{\displaystyle d(x,y)=|x-y|}
nicht vollständig, denn die Folge rationaler Zahlen {\displaystyle x_{1}=1,x_{n+1}={\tfrac {x_{n}}{2}}+{\tfrac {1}{x_{n}}}} ist eine Cauchy-Folge, deren Grenzwert (siehe Heron-Verfahren) die irrationale Zahl {\displaystyle {\sqrt {2}}} ist, die nicht in {\displaystyle \mathbb {Q} } liegt.
- Das abgeschlossene reelle Intervall {\displaystyle [0,1]}, die Menge der reellen Zahlen {\displaystyle \mathbb {R} } und die Menge der komplexen Zahlen {\displaystyle \mathbb {C} } sind mit der reellen bzw. komplexen Betragsmetrik jeweils vollständig.

- Das offene reelle Intervall {\displaystyle (0,1)} ist mit der Betragsmetrik nicht vollständig, denn der Grenzwert {\displaystyle 0} der harmonischen Folge {\displaystyle \textstyle \left({\frac {1}{2}},{\frac {1}{3}},{\frac {1}{4}},{\frac {1}{5}},\dots \right)} liegt nicht in dem Intervall. Es gibt allerdings vollständige Metriken auf {\displaystyle (0,1)}, die dieselbe Topologie wie die Betragsmetrik erzeugen, zum Beispiel

{\displaystyle d(x,y):={\begin{cases}|x-y|+{\frac {1}{x}}+{\frac {1}{y}}+{\frac {1}{1-x}}+{\frac {1}{1-y}}&{\text{für }}x\neq y\\0&{\text{für }}x=y\end{cases}}\;.}
- Der Raum {\displaystyle \mathbb {Q} _{p}} der p-adischen Zahlen ist vollständig für jede Primzahl {\displaystyle p}. Dieser Raum ist die Vervollständigung von {\displaystyle \mathbb {Q} } bezüglich der Metrik des p-adischen Betrags

{\displaystyle d(x,y)=|x-y|_{p}},
ebenso wie {\displaystyle \mathbb {R} } die Vervollständigung von {\displaystyle \mathbb {Q} } für die Metrik des Absolutbetrags ist.
- Jeder endlichdimensionale Skalarproduktraum, zum Beispiel der euklidische Vektorraum {\displaystyle \mathbb {R} ^{n}} oder der unitäre Vektorraum {\displaystyle \mathbb {C} ^{n}} mit dem Standardskalarprodukt, ist mit der von dem Skalarprodukt abgeleiteten Metrik

{\displaystyle d(x,y)={\sqrt {\langle x-y,x-y\rangle }}}
vollständig. Einen vollständigen Skalarproduktraum nennt man Hilbertraum.
- Jeder endlichdimensionale normierte Raum, beispielsweise der Raum der reellen oder komplexen Matrizen {\displaystyle \mathbb {R} ^{m\times n}} bzw. {\displaystyle \mathbb {C} ^{m\times n}} mit einer Matrixnorm, ist mit der von der Norm abgeleiteten Metrik

{\displaystyle d(x,y)=\|x-y\|}
vollständig. Einen vollständigen normierten Raum nennt man Banachraum.
- Ist {\displaystyle S} eine beliebige nichtleere Menge, dann kann man die Menge {\displaystyle S^{\mathbb {N} }} aller Folgen in {\displaystyle S} zu einem vollständigen metrischen Raum machen, indem man den Abstand zweier Folgen {\displaystyle (x_{n}),(y_{n})} auf

{\displaystyle d((x_{n}),(y_{n}))={\frac {1}{N}}}
setzt, wobei {\displaystyle N} der kleinste Index ist, für den {\displaystyle x_{N}} verschieden von {\displaystyle y_{N}} ist, und wobei der Abstand einer Folge zu sich selbst {\displaystyle 0} ist.
- Für weitere Beispiele vollständiger Räume unendlicher Dimension siehe die Artikel Banachraum und Hilbertraum.

## Einige Sätze
Jeder kompakte metrische Raum ist vollständig. Ein metrischer Raum ist genau dann kompakt, wenn er vollständig und totalbeschränkt ist.
Eine Teilmenge eines vollständigen Raumes ist selbst genau dann vollständig, wenn sie abgeschlossen ist.
Ist {\displaystyle X} eine nichtleere Menge und {\displaystyle (M,d)} ein vollständiger metrischer Raum, dann ist der Raum {\displaystyle B(X,M)} der beschränkten Funktionen von {\displaystyle X} nach {\displaystyle M} mit der Metrik
{\displaystyle d(f,g):=\sup _{x}d(f(x),g(x))}
ein vollständiger metrischer Raum.
Ist {\displaystyle X} ein topologischer Raum und {\displaystyle (M,d)} ein vollständiger metrischer Raum, dann ist die Menge {\displaystyle C_{b}(X,M)} der beschränkten stetigen Funktionen von {\displaystyle X} nach {\displaystyle M} eine abgeschlossene Teilmenge von {\displaystyle B(X,M)} und als solche mit der obigen Metrik vollständig.
In der riemannschen Geometrie ist die Aussage metrischer Vollständigkeit äquivalent zu der geodätischer Vollständigkeit (Satz von Hopf-Rinow).

## Vervollständigung
Jeder metrische Raum {\displaystyle M} mit einer Metrik {\displaystyle d} kann vervollständigt werden, das heißt, es gibt einen vollständigen metrischen Raum {\displaystyle {\hat {M}}} mit einer Metrik {\displaystyle {\hat {d}}} und einer Isometrie {\displaystyle \varphi \colon M\rightarrow {\hat {M}}}, so dass {\displaystyle \varphi (M)} dicht in {\displaystyle {\hat {M}}} liegt. Der Raum {\displaystyle ({\hat {M}},{\hat {d}})} heißt Vervollständigung von {\displaystyle (M,d)}. Da alle Vervollständigungen von {\displaystyle (M,d)} isometrisch isomorph sind, spricht man auch von der Vervollständigung von {\displaystyle (M,d)}.

### Konstruktion
Die Vervollständigung von {\displaystyle M} kann man als Menge von Äquivalenzklassen von Cauchy-Folgen in {\displaystyle M} konstruieren.
Sei dazu zunächst {\displaystyle {\tilde {M}}} die Menge der Cauchy-Folgen {\displaystyle {\tilde {x}}:=\left(x_{m}\right)_{m\in \mathbb {N} }} in {\displaystyle M}, und sei der Abstand {\displaystyle {\tilde {d}}({\tilde {x}},{\tilde {y}})} zweier Cauchy-Folgen {\displaystyle {\tilde {x}},{\tilde {y}}\in {\tilde {M}}} durch
{\displaystyle {\tilde {d}}({\tilde {x}},{\tilde {y}}):=\lim _{m,n\in \mathbb {N} }d(x_{m},y_{n})}
definiert.
Dieser Abstand ist wohldefiniert und eine Pseudometrik auf {\displaystyle {\tilde {M}}}.
Die Eigenschaft
{\displaystyle {\tilde {d}}({\tilde {x}},{\tilde {y}})=0\quad \Longleftrightarrow \quad {\bigl (}\forall \varepsilon >0\;\exists N\in \mathbb {N} \;\forall m,n\geq N\colon \;d(x_{m},y_{n})<\varepsilon {\bigr )}\quad \Longleftrightarrow :\quad {\tilde {x}}\sim {\tilde {y}}}
definiert eine Äquivalenzrelation auf {\displaystyle {\tilde {M}}}.
Der Abstand {\displaystyle {\tilde {d}}} lässt sich folgendermaßen auf die Quotientenmenge {\displaystyle {\hat {M}}:={\tilde {M}}/\!\sim } übertragen:
Sind {\displaystyle {\hat {x}},{\hat {y}}\in {\hat {M}}} zwei Äquivalenzklassen und {\displaystyle {\tilde {x}}\in {\hat {x}}} und {\displaystyle {\tilde {y}}\in {\hat {y}}} zwei (beliebige) Repräsentanten, dann definiert man
{\displaystyle {\hat {d}}({\hat {x}},{\hat {y}}):={\tilde {d}}({\tilde {x}},{\tilde {y}})}
als Abstand in {\displaystyle {\hat {M}}}. Er ist wohldefiniert, und {\displaystyle {\hat {d}}({\hat {x}},{\hat {y}})={\tilde {d}}({\tilde {x}},{\tilde {y}})=0} ist genau dann, wenn {\displaystyle {\tilde {x}}\sim {\tilde {y}}} äquivalent sind.
Damit ist {\displaystyle ({\hat {M}},{\hat {d}})} ein metrischer Raum.
Man kann jedem Element {\displaystyle x\in M} die stationäre Folge {\displaystyle \varphi (x):=(x)_{m\in \mathbb {N} }\in {\tilde {M}}} zuordnen, denn sie ist eine Cauchy-Folge. Die Äquivalenzklasse {\displaystyle {\hat {x}}:=\{\xi \in {\tilde {M}}\mid \xi \sim \varphi (x)\}} liegt in {\displaystyle {\hat {M}}}. Auf diese Weise lässt sich der ursprüngliche metrische Raum {\displaystyle (M,d)} in {\displaystyle ({\hat {M}},{\hat {d}})} einbetten.
Da die Elemente {\displaystyle {\tilde {x}}=:\left(x_{m}\right)_{m\in \mathbb {N} }\in {\tilde {M}}} alle Cauchy-Folgen aus {\displaystyle M} sind, gibt es zu jedem {\displaystyle \varepsilon >0} ein approximierendes {\displaystyle x_{n}\in M} mit
{\displaystyle {\tilde {d}}({\tilde {x}},\varphi (x_{n}))=\lim _{m\in \mathbb {N} }d(x_{m},x_{n})<\varepsilon } .
Das Bild {\displaystyle \varphi (M)} liegt also dicht in {\displaystyle {\tilde {M}}}, und das lässt sich auf {\displaystyle {\hat {M}}={\tilde {M}}/\!\sim } übertragen.
Im Folgenden sei der Kürze halber der Funktionsname {\displaystyle \varphi } weggelassen.
{\displaystyle ({\hat {M}},{\hat {d}})} ist überdies vollständig.
| Beweis |
| Sei {\displaystyle {\hat {x}}:=\left({\hat {x}}_{\mu }\right)_{\mu \in \mathbb {N} }} eine Cauchy-Folge von Elementen aus {\displaystyle {\hat {M}}}. Zu zeigen ist: {\displaystyle {\hat {x}}} besitzt in {\displaystyle {\hat {M}}} einen Limes. Im Folgenden wird an Stelle der Äquivalenzklasse {\displaystyle {\hat {x}}_{\mu }} einer ihrer Repräsentanten {\displaystyle \left(x_{\mu m}\right)_{m\in \mathbb {N} }:={\tilde {x}}_{\mu }\in {\hat {x}}_{\mu }} genommen. Das geht, weil {\displaystyle {\hat {x}}_{\mu }} und {\displaystyle {\tilde {x}}_{\mu }} sich unter der Metrik äquivalent verhalten. Der einfacheren Darlegung halber sei vorausgesetzt, dass zwei aufeinanderfolgende Repräsentanten {\displaystyle {\tilde {x}}_{\mu }\nsim {\tilde {x}}_{\mu +1}} nicht zueinander äquivalent sind. (Ist das nämlich nicht der Fall, dann bildet man die duplikatfreie Teilfolge, deren Konvergenz die der Ausgangsfolge nach sich zieht; oder die Folge wird stationär {\displaystyle \exists \mu \in \mathbb {N} \colon \forall \nu >\mu \implies {\tilde {x}}_{\nu }\sim {\tilde {x}}_{\mu }}, dann ist {\displaystyle \lim _{\nu \in \mathbb {N} }{\tilde {x}}_{\nu }\sim {\tilde {x}}_{\mu }\in \lim _{\mu \in \mathbb {N} }{\hat {x}}_{\mu }}.) Setzung: {\displaystyle \varepsilon _{\mu }:={\tilde {d}}\left({\tilde {x}}_{\mu },{\tilde {x}}_{\mu +1}\right)} . Weil {\displaystyle \left({\tilde {x}}_{\mu }\right)_{\mu \in \mathbb {N} }} eine Cauchy-Folge ist, ist {\displaystyle \left(\varepsilon _{\mu }\right)_{\mu \in \mathbb {N} }} eine Nullfolge und {\displaystyle \forall \mu \implies \varepsilon _{\mu }>0}. Da jedes {\displaystyle {\tilde {x}}_{\mu }=:\left(x_{\mu m}\right)_{m\in \mathbb {N} }} selbst eine Cauchy-Folge mit Gliedern aus {\displaystyle M} ist, kann zu jedem {\displaystyle {\tilde {x}}_{\mu }} ein approximierendes {\displaystyle x_{\mu m_{\mu }}\in M} mit der Eigenschaft {\displaystyle {\tilde {d}}(x_{\mu m_{\mu }},{\tilde {x}}_{\mu })<\varepsilon _{\mu }} gewählt werden, analog zum Folgenglied {\displaystyle {\hat {x}}_{\nu }\ni {\tilde {x}}_{\nu }=:\left(x_{\nu n}\right)_{n\in \mathbb {N} }} ein approximierendes {\displaystyle x_{\nu n_{\nu }}\in M} mit {\displaystyle {\tilde {d}}(x_{\nu n_{\nu }},{\tilde {x}}_{\nu })<\varepsilon _{\nu }}. Und da {\displaystyle {\hat {x}}:=\left({\hat {x}}_{\mu }\right)_{\mu \in \mathbb {N} }} Cauchy ist, gibt es zu jedem {\displaystyle \varepsilon >0} ein {\displaystyle J\in \mathbb {N} }, so dass {\displaystyle \forall \mu ,\nu >J\implies {\hat {d}}({\hat {x}}_{\mu },{\hat {x}}_{\nu })={\tilde {d}}\left({\tilde {x}}_{\mu },{\tilde {x}}_{\nu }\right)<{\tfrac {\varepsilon }{3}}}. Ferner gibt es ein {\displaystyle I\in \mathbb {N} } und ein {\displaystyle K\in \mathbb {N} }, so dass {\displaystyle \forall \mu >I\implies \varepsilon _{\mu }={\tilde {d}}(x_{\mu m_{\mu }},{\tilde {x}}_{\mu })<{\tfrac {\varepsilon }{3}}} und {\displaystyle \forall \nu >K\implies \varepsilon _{\nu }={\tilde {d}}(x_{\nu n_{\nu }},{\tilde {x}}_{\nu })<{\tfrac {\varepsilon }{3}}} ist. Mit {\displaystyle L:=\max\{I,J,K\}} sind für {\displaystyle \mu ,\nu >L} die drei Distanzen {\displaystyle {\tilde {d}}\left(x_{\mu m_{\mu }},{\tilde {x}}_{\mu }\right)}, {\displaystyle {\tilde {d}}\left({\tilde {x}}_{\mu },{\tilde {x}}_{\nu }\right)} und {\displaystyle {\tilde {d}}\left({\tilde {x}}_{\nu },x_{\nu n_{\nu }}\right)} alle {\displaystyle <{\tfrac {\varepsilon }{3}}}, also {\displaystyle {\begin{array}{ll}d\left(x_{\mu m_{\mu }},x_{\nu n_{\nu }}\right)={\tilde {d}}\left(x_{\mu m_{\mu }},x_{\nu n_{\nu }}\right)&\leq {\tilde {d}}\left(x_{\mu m_{\mu }},{\tilde {x}}_{\mu }\right)+{\tilde {d}}\left({\tilde {x}}_{\mu },{\tilde {x}}_{\nu }\right)+{\tilde {d}}\left({\tilde {x}}_{\nu },x_{\nu n_{\nu }}\right)\\&<{\tfrac {\varepsilon }{3}}+{\tfrac {\varepsilon }{3}}+{\tfrac {\varepsilon }{3}}=\varepsilon .\end{array}}} Somit ist {\displaystyle {\tilde {y}}:=\left(x_{\mu m_{\mu }}\right)_{\mu \in \mathbb {N} }} Cauchy und {\displaystyle \in {\tilde {M}}}. Seine Äquivalenzklasse sei {\displaystyle {\hat {y}}:=\{\eta \in {\tilde {M}}\mid \eta \sim {\tilde {y}}\}\in {\hat {M}}}. Da genauso {\displaystyle \forall \mu >I\implies {\hat {d}}({\hat {y}},{\hat {x}}_{\mu })<{\tfrac {\varepsilon }{3}}}, ergibt sich {\displaystyle {\hat {y}}=\lim _{\mu \in \mathbb {N} }{\hat {x}}_{\mu }} . |

Damit wird die aus dem Wort „vervollständigt“ resultierende Erwartung „vollständig“ tatsächlich eingelöst,
und die Vervollständigung eines bereits vollständigen Raumes bringt nichts Neues.
Ist {\displaystyle M} ein normierter Raum, so kann man seine Vervollständigung auch einfacher bilden, indem man
{\displaystyle {\hat {M}}:={\overline {\varphi (M)}}\subseteq M^{\prime \prime }}
als den Abschluss des Bildes von {\displaystyle M} im Bidualraum {\displaystyle M^{\prime \prime }} unter der kanonischen Einbettung {\displaystyle \varphi \colon M\rightarrow M^{\prime \prime }} wählt.

### Eigenschaften
Cantors Konstruktion der reellen Zahlen aus den rationalen ist ein Spezialfall hiervon. Allerdings muss man dabei, da die Metrik {\displaystyle {\tilde {d}}} die Existenz der reellen Zahlen schon voraussetzt, die Äquivalenzrelation dadurch definieren, dass die Differenzfolge zweier Cauchy-Folgen eine Nullfolge ist.
Vervollständigt man einen normierten Vektorraum, so erhält man einen Banachraum, der den ursprünglichen Raum als dichten Teilraum enthält. Daher erhält man auch einen Hilbertraum, wenn man einen euklidischen Vektorraum vervollständigt, denn die Parallelogrammgleichung bleibt in der Vervollständigung als normierter Raum erfüllt und das vollständige Skalarprodukt ergibt sich dann über die Polarisationsformel.
Gleichmäßig stetige Abbildungen eines metrischen Raumes {\displaystyle M} in einen vollständigen metrischen Raum {\displaystyle X} lassen sich stets eindeutig zu (automatisch ebenfalls gleichmäßig) stetigen Abbildungen auf der Vervollständigung {\displaystyle {\hat {M}}} mit Werten in {\displaystyle X} fortsetzen.

## Vollständig metrisierbare Räume
Vollständigkeit ist eine Eigenschaft der Metrik, nicht der Topologie, das heißt, ein vollständiger metrischer Raum kann homöomorph zu einem unvollständigen metrischen Raum sein. Zum Beispiel sind die reellen Zahlen vollständig, aber homöomorph zum offenen Intervall {\displaystyle (0,1)}, das nicht vollständig ist (zum Beispiel ist {\displaystyle \textstyle \tan((x-{\frac {1}{2}})\pi )} ein Homöomorphismus von {\displaystyle (0,1)} nach {\displaystyle \mathbb {R} }). Ein anderes Beispiel sind die irrationalen Zahlen, die zwar nicht vollständig, aber homöomorph zum Raum der natürlichen Zahlenfolgen {\displaystyle \mathbb {N} ^{\mathbb {N} }} (ein Spezialfall eines Beispiels von oben) sind.
In der Topologie betrachtet man vollständig metrisierbare Räume, das heißt Räume, für die mindestens eine vollständige Metrik existiert, die die vorhandene Topologie erzeugt.

## Uniforme Räume
Wie viele andere Begriffe aus der Theorie metrischer Räume lässt sich auch der Begriff der Vollständigkeit auf die Klasse der uniformen Räume verallgemeinern: Ein uniformer Raum  {\displaystyle (X,\Phi )} heißt vollständig, wenn jedes Cauchy-Netz konvergiert. Die meisten oben genannten Aussagen bleiben im Kontext uniformer Räume gültig, beispielsweise besitzt auch jeder uniforme Raum eine eindeutige Vervollständigung.
Topologische Vektorräume tragen eine natürliche uniforme Struktur und sie heißen vollständig, wenn sie bezüglich dieser uniformen Struktur vollständig sind. Sie heißen quasivollständig, wenn jedes beschränkte Cauchy-Netz konvergiert, das heißt, wenn jede beschränkte, abgeschlossene Menge vollständig ist.
Eine topologische Gruppe heißt vollständig, wenn sie bezüglich ihrer linken uniformen Struktur (oder äquivalent: zu ihrer rechten uniformen Struktur) vollständig ist.

## Quasivollständiger Raum
Eine Verallgemeinerung der vollständigen Räume sind die quasivollständigen Räume. Ein topologischer Vektorraum {\displaystyle V} heißt quasivollständig falls jede abgeschlossene und beschränkte Untermenge von {\displaystyle V} vollständig ist. Eine äquivalente Bedingung ist, dass jedes beschränkte Cauchy-Netz konvergiert.
Jeder vollständige Raum ist quasivollständig, die Umkehrung gilt aber nicht. Beispielsweise sei {\displaystyle X} ein unendlichdimensionaler Banach-Raum und {\displaystyle X'} der topologische Dualraum. Dann ist {\displaystyle X'} quasivollständig in der schwachen Topologie, aber nicht schwach vollständig. Bei endlichdimensionalem {\displaystyle X} ist {\displaystyle X'} aber schwach vollständig.
Quasivollständige Räume sind sequentiell vollständig, die Umkehrung gilt nicht.